# سياسة الفردية
سياسة الفردية: الليبرالية، الليبرالية النسوية و اللا سلطوية هو كتاب في علم السياسة صدر عام 1993 ل(ل.سوزان براون). تبدأ (براون) كتباها بالإشارة إلى أن الليبرالية واللاسلطوية تبدوان في بعض الأحيان مشتركتين في بعض العناصر، ولكن في أحيان أخرى تكونان معارضتين مباشرة لبعضهن البعض. وتجادل (براون) بأن ما يشتركان فيه هو (الفردية الوجودية)، والاعتقاد في الحرية من أجل الحرية. ومع ذلك، فهي تلاحظ أن في الأعمال الليبرالية يوجد ما يُسمى (الفردية النفعية)، وتعني من خلالها حرية إشباع المصالح الفردية. تجادل (براون) بأن هذا الأخير يُبيد نوايا السابق لأنه يُتيح للأفراد (الحرية) بتعطيل حرية الأفراد الآخرين بهدف تحقيق أهدافهم الفدية. على الجانب الآخر، تتطلب الفردية النفعية درجة مُعينة من الفردية الوجودية للحفاظ على نفسها.
بعد ذلك تنظر (براون) في كيفية استخدام هذه الأفكار الفردية في الكتابات النسوية الليبرالية ل(جون ستيوارت ميل)، (بيتي فريدان)، (جانيت رادكليف ريتشاردز) و(كارول باتمان). فتجد (براون) أن الفردية الوجودية المُعبر عنها في بعض المقاطع من كتابات هؤلاء الكُتاب يتم مواجهتها بشكل فعال من خلال مفاهيم الفردية النفعية المُستخدمة في مكان آخر. بعد ذلك تنظر (براون) كيف تم استخدام الفردية بواسطة اللاسلطويين مثل (إيما غولدمان) و(ألكسندر بيركمان)، وتراهم يحافظون على اتساق الفردية الوجودية. ومع ذلك، فإنها ترى أن هذا أقل من حالة اللاسلطويين الآخرين، مثل (بيير برودون)، (بيتر كروبتكين)، (ميخائيل باكونين) و(موراي بوكشين)، الذين، بدلا من رؤيتهم للأفراد أنهم أحرار وجوديا لتحديد مصيرهم، يبتكرون وسائل أخرى حتى يفسروا لماذا سيعمل مجتمع مثل هذا. على سبيل المثال، فهي تنتقد جهود (كروبتكين) و(باكونين) لتعريف الطبيعة البشرية بأنها متعاونة بالفطرة كما أنها غير ضرورية، ولرؤية الطبيعة البشرية بأنها غير موجودة أو أنها مُطورة اجتماعيا. وترو (براون) الوجودية كبديل أفضل، لأنه يسمح لللاسلطويين (بتحويل أسس الجدل والنقاش بعيدا عن ]الطبيعة البشرية[ بكل ما يُصاحبها من مشكلات، نحو النظر إلى كيفية خلق الحية لأنفسنا وللآخرين). تنظر بعد ذلك في أعمال (سيمون دي بوفوار) الوجودية، حيث ترى مفهومها العام عن العالم كما خلقته الأفراد البشرية على أنه متوافق مع اللاسلطوية.
وتختتم بالنقاش أن اللاسلطوية يجب أن تكون نسوية أو تتوقف عن كونها لاسلطوية، أن هؤلاء اللاسلطويون الذين ليسوا نسويين يعرقلون فقط التزامهم باللاسلطوية من خلال تجاهل هيمنة وسيطرة الرجال على النساء. تناقش براون بأن هذا صحيح ليس فقط بالنسبة للنسوية، ولكن لكل أشكال سياسة الهوية. على الرغم من أنها لا تجادل بأن اللنسوية يجب أن تكون لاسلطوية، إلا أنها تقول أن اللاسلطوية لديها الكثير لتقدمه للنسوية كحركة. وتقول أن الأمر نفسه ينطبق على اللاسلطوية، التي عادة لا تأخذ في الحسبان الأفكار النسوية حول تنشئة الأطفال والتعليم. على سبيل المثال، فكرة تنشئة أطفال أحرار وجوديا من آبائهم ومتعلمين بشكل غير هرمي بواسطة المجتمع، هي مساحة للتفكير عادة لا يعتبره اللاسلطويون.